# Медзоломбардо
Медзоломба́рдо (итал. Mezzolombardo) — коммуна в Италии, расположена в автономной области Трентино-Альто-Адидже, подчиняется административному центру Тренто.
Население коммуны, на 01.01.2024 года, составляет 7667 человек, плотность населения ─ 556,07 чел./км². Коммуна занимает площадь 13,79 км². Почтовый индекс — 38017. Телефонный код — 0461.
Покровителем коммуны почитается святой апостол Пётр, празднование 24 июня.

## Демография
Название жителей коммуны ─ медзоломбардези или ротальяни.
Динамика населения